# 阿罗约德拉斯夫拉瓜斯
阿罗约德拉斯夫拉瓜斯，是西班牙卡斯蒂利亚-拉曼恰瓜达拉哈拉省的一个市镇。总面积21平方公里，总人口40人（2001年），人口密度2人/平方公里。